# Mireia Las Heras
Mireia Las Heras (Barcelona) es una profesora de Dirección de Personas en las Organizaciones en IESE Business School de la Universidad de Navarra. Es además la Directora del ICWF (International Center for Work and Family) de IESE.

## Trayectoria
Se licenció en Ingeniería por la Universidad Politécnica de Catalunya de Barcelona (Universitat Politècnica de Catalunya, 1996) y tiene un MBA por el IESE Business School (2003). Trabaja para el IESE desde 2003. Realizó su doctorado en Administración de Empresas por la Universidad de Boston (2009). Desde entonces se ha acreditado como Contratado Doctor (2014), Profesora Agregada (2019), y Catedrática (2023). 
Desde 2009, trabaja como profesora en IESE Business School, que es la Escuela de Negocios de la Universidad de Navarra. Forma parte del Departamento de Dirección de Personas en las Organizaciones. Es directora del Centro Internacional Trabajo Familia (ICWF en sus siglas inglesas) Se especializó en gestión de carrera, integración trabajo y familia, y liderazgo femenino.
Ha organizado numerosas Confrenicas Académicas Internacionales, entre las que destacan:
En el ámbito de Work-Family: 
-2023 Rethinking Work-Family
-2021 Work, Family and Sustainability,
-2019 Work and Family: Work family in the pursuit of happiness,
-2017 Work and Family” The (new) ideal worker” 
-2015 Balance, Technology, and Globalization
En el ámbito de Women in Leadership: 
-2021 Women Leadership and Sustainability
-2019 Women in Leadership: Leadership and the Pursuit of Happiness
-2017 Women in Leadership “The (new) ideal leader”
En Polonia, la profesora de Las Heras participó en numerosas ocasiones: en las sucesivas ediciones del programa AMP Varsovia, fue invitada a la sesión del programa organizada por el Instituto de Justicia (2018) y a la I Conferencia de Baja Silesia sobre Cadena de Suministro Responsable "Para tener un impacto" en Legnica, organizada por KGHM en cooperación con la Asociación de Empleadores de Polska Miedź (2019).
Es miembro de la Real Academia Europea de Doctores. En 2019, fue designada por el Ministerio de Ciencia y Educación Superior para el grupo de 15 miembros de expertos internacionales en el programa "Iniciativa de Excelencia - Universidad de Investigación".

## Publicaciones
Es autora de numerosos trabajos científicos publicados en Journals Academicos de primer nivel, en el ámbito del Trabajo Familia y desarrollo profesional, entre los que se encuentran:
- (2022) Erdogan, D. T., Heras, M. L., Rofcanin, Y., Bosch, M. J., & Stollberger, J. (2022). Family motivation of supervisors: Exploring the impact on subordinates’ work performance via family supportive supervisor behaviors and work–family balance satisfaction. Journal of Applied Social Psychology, 1– 17. https://doi.org/10.1111/jasp.12919[21]

- (2022) Ererdi, C., Wang, S., Rofcanin, Y. and Las Heras, M. (2022), "Understanding flexibility i-deals: integrating performance motivation in the context of Colombia", Personnel Review, Vol. ahead-of-print No. ahead-of-print. ISSN 00483486 https://doi.org/10.1108/PR-08-2019-0419[22]

- (2022) Stollberger, J., Las Heras, M., & Rofcanin, Y. (2022). Sharing is caring: The role of compassionate love for sharing coworker work–family support at home to promote partners’ creativity at work. Journal of Applied Psychology. Advance online publication. https://doi.org/10.1037/apl0000985[23]

- (2021) Didem Taser, Yasin Rofcanin, M Las Heras & Maria Jose Bosch (2021) Flexibility I-deals and prosocial motives: a trickle-down perspective, The International Journal of Human Resource Management, DOI: https://doi.org/10.1080/09585192.2021.1953564[24]

- (2021) Salas-Vallina, A., Rofcanin, Y., & Las Heras, M. (2021). Building resilience and performance in turbulent times: The influence of shared leadership and passion at work across levels. BRQ Business Research Quarterly. https://doi.org/10.1177/23409444211035138[25]

- (2021) Yasin Rofcanin, M Las Heras, Maria Jose Bosch, Aykut Berber, Farooq Mughal, Mustafa Ozturk, “Servant leadership and family supportiveness: Looking into employees’ work and family outcomes”, Journal of Business Research, Volume 128, 2021, Pages 70-82, ISSN 0148-2963, https://doi.org/10.1016/j.jbusres.2021.01.052.[26]

- (2021) Las Heras, M., Rofcanin, Y., Escribano, P.I., Kim, S., Mayer, M.C.J. Family-supportive organisational culture, work–family balance satisfaction and government effectiveness: Evidence from four countries (2021) Human Resource Management Journal, 31 (2), pp. 454-475. DOI: 10.1111/1748-8583.12317[27]

- (2020) Jakob Stollberger, Maria José Bosch, Mireia Las Heras, Yasin Rofcanin & Pascale Daher (2020) “The tone at the top: a trickle-down model of how manager anger relates to employee moral behaviour” , European Journal of Work and Organizational Psychology, https://doi.org/10.1080/1359432X.2020.1804876[28]

- (2020) Elise Marescaux, Yasin Rofcanin, Mireia Las Heras, Remus Ilies, María José Bosch, “When employees and supervisors (do not) see eye to eye on family supportive supervisor behaviours: The role of segmentation desire and work-family culture”, Journal of Vocational Behavior, Volume 121, 2020, 103471, ISSN 0001-8791, https://doi.org/10.1016/j.jvb.2020.103471[29]

- (2020) Ciara M. Kelly, Yasin Rofcanin, Mireia Las Heras, Chidiebere Ogbonnaya, Elise Marescaux, María José Bosch, “Seeking an “i-deal” balance: Schedule-flexibility i-deals as mediating mechanisms between supervisor emotional support and employee work and home performance” Journal of Vocational Behavior, Volume 118, 2020, 103369, ISSN 0001-8791,  https://doi.org/10.1016/j.jvb.2019.103369[30]

- (2020) Rofcanin, Y., Las Heras, M.*, Escribano , P., & Stanko, T. (2020) “FSSBs and Elderly Care: Exploring the Role of Organizational Context on Employees’ Overall Health and Work-Family Balance Satisfaction.” Journal of Business and Psychology. 35 (3): 403-419 https://doi.org/10.1007/s10869-019-09629-8[31] *Yasin Rofcanin and Mireia Las Heras contributed equally to this work

- (2019) Jakob Stollberger, M Las Heras, Yasin Rofcanin, Maria José Bosch, “Serving followers and family? A trickle-down model of how servant leadership shapes employee work performance” Journal of Vocational Behavior, 2019. 112: 158-171 https://doi.org/10.1016/j.jvb.2019.02.003[32]

- (2018) Börekçi, D. Y., Rofcanin, Y., Las Heras , M., & Berber, A. .(2018) “Deconstructing Organizational Resilience: A Multiple-Case Study” Journal of Management and Organization, 1-20. https://doi.org/10.1017/jmo.2018.72[33]

- (2018) Yasin Rofcanin, Mireia Las Heras, Maria Jose Bosch, Geoffrey Wood.  (2019) “Having a Closer Look at the Positive Crossover between Supervisors and Subordinates: The Role of Organizational Culture and FSSB” Human Relations. 72 (11):  1776-1804. https://doi.org/10.1177/0018726718812599[34]

- (2018) Yasin Rofcanim, Mireia Las Heras, Matthijs Bal P, Beatrice van der Heijden, Didem Taser Erdogan (2018) “A trickle-down model of task and development i-deals” Human Relations. 71 (11): 1508-1534 https://doi.org/10.1177/0018726717751613[35]

- (2018) Rofcanin, Y., Bakker, A. B., Berber, A., Gölgeci, I., & Las Heras, M. (2019). Relational job crafting: Exploring the role of employee motives with a weekly diary study. Human Relations, 72(4), 859–886. https://doi.org/10.1177/0018726718779121[36]

- (2018) Marescaux. E., Rofcanin, Y. and Las Heras, M. (2018). Seeing eye to eye on family supportive supervisor behaviors: the impact on employee outcomes. Proceedings, 2018 (1), https://doi.org/10.5465/AMBPP.2018.38[37]

- (2018) Yasin Rofcanin1, Jeroen P. de Jong2, Mireia Las Heras3, Sowon Kim, “The moderating role of prosocial motivation on the association between family-supportive supervisor behaviours and employee outcomes”, Journal of Vocational Behavior, Volume 107,  2018, Pages 153-167, ISSN 0001-8791, https://doi.org/10.1016/j.jvb.2018.04.001[38] (1,2,3 All contributed equally to the paper)

- (2018) Bosch, M. J., Las Heras, M., Russo, M., Rofcanin, Y., & Grau i Grau, M. (2018). How context matters: The relationship between family supportive supervisor behaviours and motivation to work moderated by gender inequality. Journal of Business Research, 82, 46-55.  https://doi.org/10.1016/j.jbusres.2017.08.026[39]

- (2017) Mireia Las Heras, Yasin Rofcanin, Prof. Matthijs Bal, Jakob Stollberger. (2017) How Do Flexibility I-Deals Relate to Work Performance? Exploring the Roles  of Family Performance and Organizational Context. Authors: Journal of Organizational Behavior. 38 (8): 1280-1294 https://doi.org/10.1002/job.2203.   Nominee of the annual Rosabeth Moss Kanter Award for Excellence in Work-Family Research

- (2017) Mireia Las Heras, Beatrice I.J.M. Van der Heijden; Jeroen de Jong; Yasin Rofcanin. (2017) “Handle with care’: The mediating role of I-deals in the relationship between supervisors’ care-giving responsibilities and employee outcomes” Human Resource Management Journal. 27 (3): 335-349. https://doi.org/10.1111/1748-8583.12160 http://onlinelibrary.wiley.com/doi/10.1111/1748-8583.12160/full[40]

- (2017) Rofcanin, Y., Las Heras, M., & Bakker, A. B. (2017). Family supportive supervisor behaviors and organizational culture: Effects on work engagement and performance. Journal of Occupational Health Psychology. Vol 22(2), Apr 2017, 207-217. https://doi.org/10.1037/ocp0000036 http://psycnet.apa.org/journals/ocp/22/2/207/

- (2015) Las Heras, M., Bosch, M. J., & Raes, A. M. L. (2015). Sequential mediation among family friendly culture and outcomes. Journal of Business Research, 68(11): 2366-2373. https://doi.org/10.1016/j.jbusres.2015.03.042

- (2015) Las Heras, M., Trefalt, S., & Escribano, P. I. 2015. How national context moderates the impact of family-supportive supervisory behavior on job performance and turnover intentions. Management Research: Journal of the Iberoamerican Academy of Management, 13(1): 55-82. https://doi.org/10.1108/MRJIAM-06-2014-0556. Selected by the journal’s editorial team as the Outstanding Paper in the 2016 Emerald Literati Network Awards for Excellence.

- (2014) Y. Shen, B. Demel, J. Unite, J.P. Briscoe, D.T. Hall, K. Chudzikowski, W. Mayrhofer, R. Abdul-Ghani, B. Bogicevic Milikic, O. Colorado, Z. Fei, M. Las Heras, E. Ogliastri, A. Pazy, J.M.L. Poon, D. Shefer, M. Taniguchi & J. Zikic (2015): “Career success across 11 countries: implications for international human resource management” The International Journal of Human Resource Management, 26(13): 1753-1778 https://doi.org/10.1080/09585192.2014.962562[41]

También ha publicado libros en los qu eha sido la (co)-editora, como son:
- 2022 "Human Flourishing: A Multidisciplinary Perspective on Neuroscience, Health, Organizations and Arts” Edited by Mireia Las Heras, Marc Grau Grau , Yasin Rofcanin ISBN10 3031097858. Springer. Open Access. https://doi.org/10.1007/978-3-031-09786-7[42]

- 2022 Global Perspectives on Maintaining Gender, Age, and Religious Diversity in the Workplace. Edited by: Kakul Agha (Skyline University College, UAE) and Mireia Las Heras  (IESE Business School, Spain). DOI: 10.4018/978-1-6684-5151-9. IGI Global. ISBN13: 9781668451519[43]

- 2021 Grau-Grau, M., Las Heras, M., Riley-Bowles, H. “Engaged Fatherhood for Men, Families and Gender Equality”. Open access. ISBN: 978-3-030-75647-5. Springer https://doi.org/10.1007/978-3-030-75645-1[44]
- 2019 Las Heras, M.; Chinchilla, N. and Grau-Grau, M. (2019). The New Ideal Worker: Organizations between Work-Life Balance, Women and Leadership (Eds). Berlin, Germany: Springer. ISBN 978-3-030-12477-9[45]
- 2017 - Las Heras, M; Chinchilla, N;  Grau, M - El equilibrio trabajo-familia a la luz de la globalización y la tecnología - 295 p.[46]

- 2010 - Las Heras, M; Masuda, A; Chinchilla, N;  - Equilibrio entre trabajo y familia : No importa dónde se encuentre - HRD Press Inc., EE. UU., 186 págs.,[47]